# Euclea aethes
Euclea aethes är en fjärilsart som beskrevs av Paul Dognin 1911. Euclea aethes ingår i släktet Euclea och familjen snigelspinnare. Inga underarter finns listade i Catalogue of Life.